# Europass

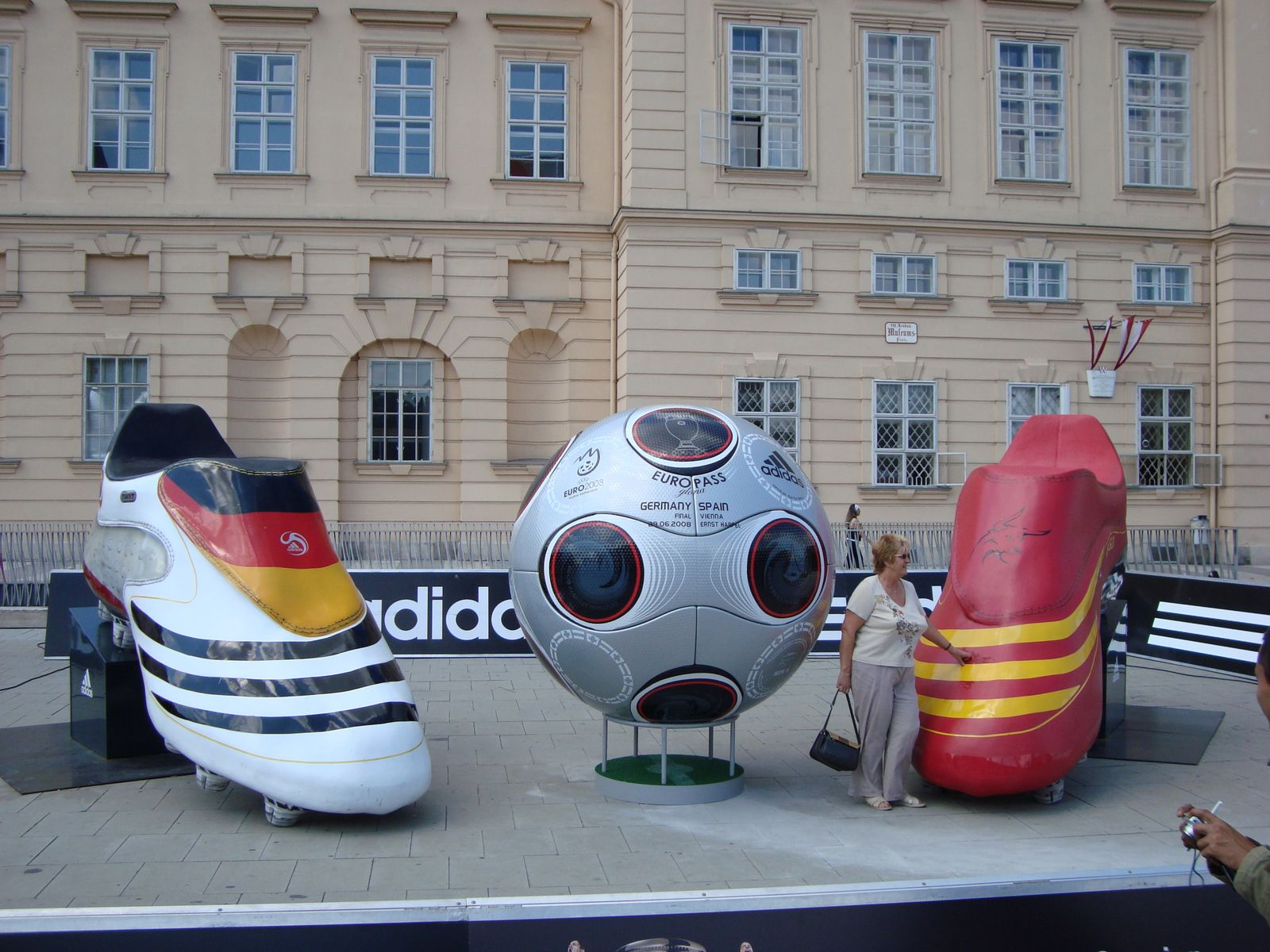
Europass

Europass je název oficiálního míče pro Mistrovství Evropy ve fotbale 2008, který vyrobila firma Adidas ve spolupráci s FIFA. Tento míč se vrací k tradičním vzhledům fotbalových míčů Telstar užívaných kolem roku 1970. Míč je však vyroben z moderních materiálů a proti míčům Telstar má 14 panelů s velkými černými kruhy.

## Vzhled a technologie výroby
Míč Europass je vyroben stejnou technologií jako míč Teamgeist, který byl použit na Mistrovství světa ve fotbale 2006 v Německu. Míč tvoří 14 panelů, na kterých je 6 stejně velkých černých flekatých kruhů. Míč je, obdobně jako Teamgeist, tvořen jednoduchým designem. Pro finále mistrovství je připravena speciální verze míče s názvem Gloria, která má na svém povrchu trofej pro mistry Evropy. Ta byla u příležitosti Mistrovství Evropy ve fotbale 2008 vyrobena zcela nová a nahradila původní trofej předávanou vítězi od roku 1960, kdy se uskutečnilo první Mistrovství Evropy ve fotbale.